# Pere d'Urtx
Pere d'Urtx   (Urtx, segle XIII - la Seu d'Urgell, 12 de gener de 1293) nom complet: Pere d'Urtx i de Mataplana, fou bisbe d'Urgell (1269-1293) i el primer copríncep d'Andorra (1278-1293).

## Biografia
Fou fill del noble Galceran d'Urtx i de Blanca, senyora de Mataplana. Era ardiaca de Prats quan es produí la vacant de la seu episcopal i fou escollit bisbe d'Urgell el 3 de novembre de 1269, festa de Sant Ermengol. Va assistir als concilis provincials de 1274, 1279 i 1292.
Com a bisbe d'Urgell, es va preocupar per la vida dels canonges de la ciutat i va donar facilitats als seus membres per cursar estudis universitaris. També va dur a terme obres de restauració i conservació de la catedral i el seu entorn, com el claustre. Destaca també el seu paper en l'augment de patrimoni del bisbat en donacions i compravendes. Amb el temps, obtingué el favor i el reconeixement del rei i del comte d'Urgell, els quals li atorgaren alguns privilegis. Però el que fa a les seves relacions amb el comte de Foix, Roger Bernat III, hi va haver fortes tensions i al final, la guerra.
Així doncs, l'any 1277, el comte de Foix, Roger Bernat III, pren el castell del Pla de Sant Tirs amb un exèrcit de mil cavallers i deu mil soldats i ambiciona en prendre la capital, la Seu d'Urgell. Tanmateix, abans que pogués fer cap pas més, el bisbe, pactà la pau. Però el comte de Foix causà prous destrosses que com per a què l'any següent el papa Nicolau III, s'adrecés a l'arquebisbe de Tarragona, per tal que s'informés de les destruccions i profanacions sacrílegues que el comte de Foix havia fet a les esglésies d'Alàs, Ortedó, el Ges i Vilva. Al final i com a resultat de tal violència, les dues parts, firmaren la pau (primer pareatge) a Lleida el 8 de setembre de 1278. Deu anys més tard signaren un segon pareatge el 6 de desembre de 1288 per a esclarir alguns punts de conflicte, acord que després d'anys de guerra posà la pau definitiva entre les dues parts. Amb aquest acord, Andorra passà a ser una entitat pròpia amb dos cosenyors (els coprínceps), que donaren al llarg de la història una estabilitat política i un règim únic a Andorra. L'any 1280 concedí un privilegi als homes de les Valls d'Andorra per a poder empriuar a Vallcivera.
Pere d'Urtx va fer testament el 12 de gener de 1293, trobant-se ja malalt. Segurament va morir poc temps després. Fou enterrat a la catedral, on es conservà molt temps el seu sarcòfag, amb unes pintures atribuïdes a Arnau Pintor.